# Saison 2007 des United Soccer Leagues
La saison 2007 est la 21e disputée par les United Soccer Leagues. Cet article traite principalement des deux premières divisions des United Soccer Leagues, représentant les deux niveaux de soccer masculin professionnel dont l'organisation est responsable.
| Portland Vancouver Montréal Rochester Atlanta Carolina Charleston Miami Minnesota Seattle Victory Harrisburg Cleveland Cincinnati Wilmington Phantoms Baltimore Richmond Charlotte Pioneers |

| USL-1 - Atlanta Silverbacks - California Victory - Carolina RailHawks - Charleston Battery - Miami FC - Minnesota Thunder - Impact de Montréal - Portland Timbers - Puerto Rico Islanders - Rochester Rhinos - Seattle Sounders - Vancouver Whitecaps | USL-2 - Bermuda Hogges - Cincinnati Kings - Charlotte Eagles - Cleveland City Stars - Crystal Palace Baltimore - Harrisburg City Islanders - New Hampshire Phantoms - Pittsburgh Riverhounds - Richmond Kickers - Western Mass Pioneers - Wilmington Hammerheads |

## Synthèse
- En USL-1, le California Victory et les Carolina RailHawks font leur entrée comme franchises d'expansion. Au contraire, les Virginia Beach Mariners cessent leurs activités et la dissolution est prononcée par les USL à la suite de la saison 2006. Les Toronto Lynx décident de poursuivre leur parcours en Premier Development League.
- En USL-2, les Bermuda Hogges, Cleveland City Stars et le Crystal Palace Baltimore entrent dans la ligue comme franchises d'expansion tandis que les Long Island Rough Riders rejoignent la PDL. Enfin, les Pittsburgh Riverhounds annoncent un hiatus pour la saison 2007.
- En PDL, six équipes se retirent de la compétition tandis que sept équipes d'expansion, les deux franchises reléguées de USL-1 ou USL-2 et une formation de NPSL rentrent dans la ligue, amenant à un ensemble de 63 équipes réparties dans huit divisions à travers quatre conférences. Chaque équipe joue un total de seize rencontres en saison régulière.

| Compétition            | Champion                  | Finaliste           | Vainqueur saison régulière/Meilleure équipe de USL |
| ---------------------- | ------------------------- | ------------------- | -------------------------------------------------- |
| USL-1                  | Seattle Sounders          | Atlanta Silverbacks | Seattle Sounders                                   |
| USL-2                  | Harrisburg City Islanders | Richmond Kickers    | Richmond Kickers                                   |
| PDL                    | Laredo Heat               | Michigan Bucks      | Virginia Beach Piranhas                            |
| Lamar Hunt US Open Cup | New England Revolution    | FC Dallas           | Charleston Battery / Seattle Sounders              |

## Première division
Navigation
Édition précédente Édition suivante
En 2007, la première division des USL accueille de nouvelles équipes sur les deux côtes américaines avec les arrivées des Carolina RailHawks et du California Victory. Avec la dissolution soudaine des Virginia Beach Mariners en mars, les USL sont contraintes à revoir l'ensemble du calendrier. Durant la saison, la plupart des équipes régulièrement performantes côtoient le haut du classement tandis que les formations les plus fragiles sont à la lutte. Les Atlanta Silverbacks tentent de se renforcer en défense avec la venue de l'international bolivien Luis Liendo tandis que le Miami FC remplace sa vedette brésilienne Romário par Zinho, un autre joueur vainqueur de la Coupe du monde 1994 aux États-Unis. Aux côtés de Zinho, quelques brésiliens composent aussi l'équipe du Miami FC comme Cristiano Dias, Julio Cesar Oliveira ou encore Douglas. Enfin, après une très belle saison, Montréal remplace Greg Sutton dans les cages par Matt Jordan, un gardien expérimenté de MLS.
La saison se dessine progressivement et une lutte à trois peut être observée dans les dernières semaines avec l'Impact de Montréal, les Seattle Sounders et les Portland Timbers. De son côté, les Vancouver Whitecaps chutent encore dans les profondeurs du classement alors que les Silverbacks s'accrochent. Alors que les RailHawks terminent huitièmes, la franchise californienne du Victory finit la saison en dernière position et cesse ses activités à l'issue de sa campagne. Finalement, ce sont les Seattle Sounders qui ravissent la première place en saison régulière tandis que Portland et Montréal suivent, séparés par un seul point.
Les séries éliminatoires débutent avec une grande surprise puisque les Puerto Rico Islanders éliminent l'Impact de Montréal en quart de finale. De leur côté, les Silverbacks l'emportent sur les Rochester Raging Rhinos, les Sounders font de même face aux RailHawks tout comme Vancouver qui balayent Portland aux tirs au but. C'est justement une série de tirs au but qui déterminent le finaliste entre Atlanta et Portland, ces derniers s'inclinant par la marque de 3-1. Les Sounders eux, défont les Islanders dans une double confrontation incertaine. La finale du championnat tourne, elle, très rapidement à l'avantage des joueurs de Seattle qui l'emportent finalement 4-0 afin de soulever leur second titre en trois ans.
La USL-1 commence sa saison le 13 avril avec le duel entre les Puerto Rico Islanders et les Rochester Raging Rhinos. La saison se termine le 9 septembre avec Seattle qui défait le Minnesota Thunder alors que Vancouver et Portland se quittent sur un score nul et vierge. Les séries, en format aller-retour, démarrent le 14 septembre avant de s'achever le 29 septembre par la victoire des Seattle Sounders par un score de 4-0 sur les Atlanta Silverbacks.

### Clubs participants
| Équipe                | Ville             | Stade                             | Fondation | Entraîneur         |
| --------------------- | ----------------- | --------------------------------- | --------- | ------------------ |
| Atlanta Silverbacks   | Atlanta, GA       | Atlanta Silverbacks Park          | 1998      | Jason Smith        |
| California Victory    | San Francisco, CA | Kezar Stadium                     | 2006      | Glenn van Straatum |
| Carolina RailHawks    | Cary, NC          | WakeMed Soccer Park               | 2006      | Scott Schweitzer   |
| Charleston Battery    | Charleston, SC    | Miami Orange Bowl                 | 1993      | Chiquinho de Assis |
| Miami FC              | Miami, FL         | Tropical Park Stadium             | 2006      | Zinho              |
| Minnesota Thunder     | Blaine, MN        | James Griffin Stadium             | 1990      | Amos Magee         |
| Impact de Montréal    | Montréal, QC      | Complexe sportif Claude-Robillard | 1992      | Nick De Santis     |
| Portland Timbers      | Portland, OR      | PGE Park                          | 2001      | Gavin Wilkinson    |
| Puerto Rico Islanders | Bayamón, PR       | Juan Ramón Loubriel Stadium       | 2003      | Toribio Rojas      |
| Rochester Rhinos      | Rochester, NY     | Rochester Rhinos Stadium          | 1996      | Laurie Calloway    |
| Seattle Sounders      | Seattle, WA       | Qwest Field                       | 1994      | Brian Schmetzer    |
| Vancouver Whitecaps   | Burnaby, BC       | Swangard Stadium                  | 1986      | Bob Lilley         |

### Saison régulière

#### Classement
| Rang | Équipe                  | Pts | J  | G  | N  | P  | Bp | Bc | Diff |
| ---- | ----------------------- | --- | -- | -- | -- | -- | -- | -- | ---- |
| 1    | Seattle Sounders        | 54  | 28 | 16 | 6  | 6  | 37 | 23 | +14  |
| 2    | Portland Timbers        | 51  | 28 | 14 | 9  | 5  | 32 | 18 | +14  |
| 3    | Impact de Montréal      | 50  | 28 | 14 | 8  | 6  | 32 | 21 | +11  |
| 4    | Atlanta Silverbacks     | 43  | 28 | 12 | 7  | 9  | 40 | 30 | +10  |
| 5    | Rochester Raging Rhinos | 42  | 28 | 12 | 6  | 10 | 39 | 36 | +3   |
| 6    | Puerto Rico Islanders   | 40  | 28 | 10 | 10 | 8  | 35 | 34 | +1   |
| 7    | Vancouver Whitecaps     | 39  | 28 | 9  | 12 | 7  | 27 | 24 | +3   |
| 8    | Carolina RailHawks      | 32  | 28 | 8  | 8  | 12 | 24 | 34 | -10  |
| 9    | Miami FC                | 31  | 28 | 9  | 4  | 15 | 31 | 41 | -10  |
| 10   | Charleston Battery      | 30  | 28 | 8  | 6  | 14 | 32 | 39 | -7   |
| 11   | Minnesota Thunder       | 26  | 28 | 5  | 11 | 12 | 32 | 35 | -3   |
| 12   | California Victory      | 19  | 28 | 4  | 7  | 17 | 17 | 43 | -26  |

- Commissioner's Cup et franchise qualifiée pour les séries éliminatoires
- Franchise qualifiée pour les séries éliminatoires

#### Résultats
| Résultats (▼dom., ►ext.)                                   | ATL | CAL | CAR | CHA | MIA | MIN | MTL | POR | PUE | ROC | SEA | VAN | ATL | CAL | CAR | CHA | MIA | MIN | MTL | POR | PUE | ROC | SEA | VAN |
| Atlanta Silverbacks                                        |     | 0-0 | 2-0 | 3-2 | 1-2 | 3-1 | 2-2 | 0-1 | 3-0 | 4-1 | 0-0 | 2-0 |     |     | 1-2 | 2-1 |     |     |     |     | 3-2 |     |     |     |
| California Victory                                         | 1-0 |     | 0-2 | 1-1 | 1-3 | 0-0 | 0-2 | 0-1 | 0-1 | 1-3 | 1-2 | 1-3 |     |     |     |     |     |     |     | 0-3 |     |     | 0-1 | 1-0 |
| Carolina Railhawks                                         | 0-0 | 2-0 |     | 1-0 | 1-4 | 1-1 | 0-1 | 0-1 | 0-0 | 2-2 | 0-1 | 0-0 | 0-0 |     |     | 2-0 |     |     | 1-0 |     |     |     |     |     |
| Charleston Battery                                         | 2-0 | 1-0 | 0-3 |     | 2-0 | 0-0 | 2-3 | 2-0 | 0-0 | 1-1 | 1-2 | 1-1 | 2-1 |     |     |     | 3-0 |     |     |     | 0-0 |     |     |     |
| Miami FC                                                   | 2-1 | 1-1 | 2-1 | 3-2 |     | 1-0 | 0-1 | 1-2 | 2-2 | 0-1 | 3-2 | 0-1 | 1-3 |     |     |     |     |     |     |     | 1-4 | 0-1 |     |     |
| Minnesota Thunder                                          | 2-3 | 1-0 | 5-0 | 1-2 | 1-1 |     | 3-0 | 1-1 | 1-2 | 0-1 | 0-1 | 1-2 |     | 1-2 |     |     |     |     | 1-1 | 2-2 |     |     |     |     |
| Impact de Montréal                                         | 1-0 | 0-2 | 2-2 | 0-1 | 1-0 | 1-1 |     | 0-1 | 1-0 | 1-0 | 2-0 | 0-0 |     |     | 4-1 |     | 0-0 |     |     |     |     | 2-0 |     |     |
| Portland Timbers                                           | 0-0 | 1-0 | 0-0 | 1-0 | 1-0 | 0-0 | 1-1 |     | 3-1 | 4-1 | 2-2 | 2-1 |     | 1-0 |     |     |     | 2-2 |     |     |     |     |     | 0-0 |
| Puerto Rico Islanders                                      | 2-3 | 1-1 | 3-1 | 3-1 | 1-0 | 1-2 | 1-1 | 1-0 |     | 2-1 | 0-0 | 0-0 |     |     |     | 4-3 | 3-2 |     |     |     |     | 1-1 |     |     |
| Rochester Rhinos                                           | 0-2 | 1-1 | 2-1 | 5-2 | 2-0 | 4-2 | 0-2 | 2-1 | 2-0 |     | 0-1 | 1-1 |     |     | 2-0 |     |     |     | 2-0 |     |     |     | 2-3 |     |
| Seattle Sounders                                           | 3-0 | 4-0 | 1-0 | 1-0 | 1-0 | 2-2 | 0-1 | 1-0 | 1-0 | 1-1 |     | 1-3 |     |     |     |     |     | 1-2 |     | 2-0 |     |     |     | 1-0 |
| Vancouver Whitecaps                                        | 1-1 | 2-2 | 0-1 | 1-0 | 1-2 | 1-0 | 0-2 | 0-0 | 1-1 | 3-1 | 1-0 |     |     |     |     |     |     | 1-1 |     |     |     |     | 2-2 |     |
| - Victoire à domicile - Match nul - Victoire à l'extérieur |     |     |     |     |     |     |     |     |     |     |     |     |     |     |     |     |     |     |     |     |     |     |     |     |

### Séries éliminatoires

#### Tableau
|  | Quarts de finale            | Quarts de finale            | Quarts de finale          | Quarts de finale          |                                  |                                  | Demi-finales | Demi-finales | Demi-finales | Demi-finales |  |  | Finale | Finale | Finale | Finale |
|  |                             |                             |                           |                           |                                  |                                  |              |              |              |              |  |  |        |        |        |        |
|  |                             |                             |                           |                           |                                  |                                  |              |              |              |              |  |  |        |        |        |        |
|  |                             |                             |                           |                           |                                  |                                  |              |              |              |              |  |  |        |        |        |        |
|  | (1) Seattle Sounders        | (1) Seattle Sounders        | 2                         | 1                         |                                  |                                  |              |              |              |              |  |  |        |        |        |        |
|  | (1) Seattle Sounders        | (1) Seattle Sounders        | 2                         | 1                         |                                  |                                  |              |              |              |              |  |  |        |        |        |        |
|  | (8) Carolina RailHawks      | (8) Carolina RailHawks      | 0                         | 0                         |                                  |                                  |              |              |              |              |  |  |        |        |        |        |
|  | (8) Carolina RailHawks      | (8) Carolina RailHawks      | 0                         | 0                         | (1) Seattle Sounders t. a. b.    | (1) Seattle Sounders t. a. b.    | 2            | 1(4)         |              |              |  |  |        |        |        |        |
|  |                             |                             |                           |                           | (1) Seattle Sounders t. a. b.    | (1) Seattle Sounders t. a. b.    | 2            | 1(4)         |              |              |  |  |        |        |        |        |
|  |                             |                             | (6) Puerto Rico Islanders | (6) Puerto Rico Islanders | 1                                | 2 (2)                            |              |              |              |              |  |  |        |        |        |        |
|  | (3) Impact de Montréal      | (3) Impact de Montréal      | (6) Puerto Rico Islanders | (6) Puerto Rico Islanders | 1                                | 2 (2)                            | 3            | 0            |              |              |  |  |        |        |        |        |
|  | (3) Impact de Montréal      | (3) Impact de Montréal      |                           |                           |                                  |                                  |              | 0            |              |              |  |  |        |        |        |        |
|  | (6) Puerto Rico Islanders   | (6) Puerto Rico Islanders   | 2                         | 3                         |                                  |                                  |              |              |              |              |  |  |        |        |        |        |
|  | (6) Puerto Rico Islanders   | (6) Puerto Rico Islanders   | 2                         | 3                         | (1) Seattle Sounders             | (1) Seattle Sounders             | 4            | 4            |              |              |  |  |        |        |        |        |
|  |                             |                             |                           |                           | (1) Seattle Sounders             | (1) Seattle Sounders             | 4            | 4            |              |              |  |  |        |        |        |        |
|  |                             |                             | (4) Atlanta Silverbacks   | (4) Atlanta Silverbacks   | 0                                | 0                                |              |              |              |              |  |  |        |        |        |        |
|  | (4) Atlanta Silverbacks     | (4) Atlanta Silverbacks     | (4) Atlanta Silverbacks   | (4) Atlanta Silverbacks   | 0                                | 0                                | 2            | 1            |              |              |  |  |        |        |        |        |
|  | (4) Atlanta Silverbacks     | (4) Atlanta Silverbacks     |                           |                           |                                  |                                  |              |              |              |              |  |  |        |        |        |        |
|  | (5) Rochester Raging Rhinos | (5) Rochester Raging Rhinos | 1                         | 1                         |                                  |                                  |              |              |              |              |  |  |        |        |        |        |
|  | (5) Rochester Raging Rhinos | (5) Rochester Raging Rhinos | 1                         | 1                         | (4) Atlanta Silverbacks t. a. b. | (4) Atlanta Silverbacks t. a. b. | 1            | 0 (3)        |              |              |  |  |        |        |        |        |
|  |                             |                             |                           |                           | (4) Atlanta Silverbacks t. a. b. | (4) Atlanta Silverbacks t. a. b. | 1            | 0 (3)        |              |              |  |  |        |        |        |        |
|  |                             |                             | (2) Portland Timbers      | (2) Portland Timbers      | 1                                | 0 (1)                            |              |              |              |              |  |  |        |        |        |        |
|  | (2) Portland Timbers        | (2) Portland Timbers        | (2) Portland Timbers      | (2) Portland Timbers      | 1                                | 0 (1)                            | 0            | 3            |              |              |  |  |        |        |        |        |
|  | (2) Portland Timbers        | (2) Portland Timbers        |                           |                           |                                  |                                  |              | 3            |              |              |  |  |        |        |        |        |
|  | (7) Vancouver Whitecaps     | (7) Vancouver Whitecaps     | 1                         | 0                         |                                  |                                  |              |              |              |              |  |  |        |        |        |        |
|  | (7) Vancouver Whitecaps     | (7) Vancouver Whitecaps     | 1                         | 0                         |                                  |                                  |              |              |              |              |  |  |        |        |        |        |
|  |                             |                             |                           |                           |                                  |                                  |              |              |              |              |  |  |        |        |        |        |

#### Résultats

##### Quarts de finale
Aller
| 14 septembre 2007 | Impact de Montréal                     | 3 - 2 | Puerto Rico Islanders     | | |
| 19:30 UTC-5       | Brown 8e · Vincello 26e · Vincello 36e |       | 16e Villegas · 28e Atieno | Complexe sportif Claude-Robillard, Montréal, Québec Spectateurs : 10 217 Arbitrage : Silviu Petrescu | Complexe sportif Claude-Robillard, Montréal, Québec Spectateurs : 10 217 Arbitrage : Silviu Petrescu |
| 19:30 UTC-5       | Rapport                                |       |                           | Complexe sportif Claude-Robillard, Montréal, Québec Spectateurs : 10 217 Arbitrage : Silviu Petrescu | Complexe sportif Claude-Robillard, Montréal, Québec Spectateurs : 10 217 Arbitrage : Silviu Petrescu |

| 14 septembre 2007 | Carolina RailHawks | 0 - 2 | Seattle Sounders       |                                                       |                                                       |
| 19:30 UTC-5       |                    |       | 48e Scott · 82e Schmid | SAS Stadium, Cary, Caroline du Nord Spectateurs : 923 | SAS Stadium, Cary, Caroline du Nord Spectateurs : 923 |
| 19:30 UTC-5       | Rapport            |       |                        | SAS Stadium, Cary, Caroline du Nord Spectateurs : 923 | SAS Stadium, Cary, Caroline du Nord Spectateurs : 923 |

| 14 septembre 2007 | Atlanta Silverbacks     | 2 - 1 | Rochester Raging Rhinos |                                                                                               |                                                                                               |
| 20:00 UTC-5       | Ukah 8e · Ambersley 87e |       | 17e Wolfe               | RE/MAX Greater Atlanta Stadium, Atlanta, Géorgie Spectateurs : 1 482 Arbitrage : Roni Canales | RE/MAX Greater Atlanta Stadium, Atlanta, Géorgie Spectateurs : 1 482 Arbitrage : Roni Canales |
| 20:00 UTC-5       | Rapport                 |       |                         | RE/MAX Greater Atlanta Stadium, Atlanta, Géorgie Spectateurs : 1 482 Arbitrage : Roni Canales | RE/MAX Greater Atlanta Stadium, Atlanta, Géorgie Spectateurs : 1 482 Arbitrage : Roni Canales |

| 14 septembre 2007 | Vancouver Whitecaps | 1 - 0 | Portland Timbers |                                                                                 |                                                                                 |
| 19:00 UTC-8       | Jordan 76e          |       |                  | Swangard Stadium, Burnaby, Colombie-Britannique Spectateurs : 4 761 Arbitrage : | Swangard Stadium, Burnaby, Colombie-Britannique Spectateurs : 4 761 Arbitrage : |
| 19:00 UTC-8       | Rapport             |       |                  | Swangard Stadium, Burnaby, Colombie-Britannique Spectateurs : 4 761 Arbitrage : | Swangard Stadium, Burnaby, Colombie-Britannique Spectateurs : 4 761 Arbitrage : |

Retour
| 16 septembre 2007 | Puerto Rico Islanders               | 3 - 0 | Impact de Montréal |                                                                                               |                                                                                               |
| 19:00 UTC-4       | Atieno 29e · Herrera 64e · Sims 90e |       |                    | Estadio Juan Ramón Loubriel, Bayamón, Porto Rico Spectateurs : 6 112 Arbitrage : Reggie Rutty | Estadio Juan Ramón Loubriel, Bayamón, Porto Rico Spectateurs : 6 112 Arbitrage : Reggie Rutty |
| 19:00 UTC-4       | Rapport                             |       |                    | Estadio Juan Ramón Loubriel, Bayamón, Porto Rico Spectateurs : 6 112 Arbitrage : Reggie Rutty | Estadio Juan Ramón Loubriel, Bayamón, Porto Rico Spectateurs : 6 112 Arbitrage : Reggie Rutty |

| 16 septembre 2007 | Rochester Raging Rhinos | 1 - 1 | Atlanta Silverbacks      |                                                                                  |                                                                                  |
| 19:00 UTC-5       | Delicâte 79e            |       | 40e Millwood · 90e Wolfe | PAETEC Park, Rochester, New York Spectateurs : 4 294 Arbitrage : Richard Sanchez | PAETEC Park, Rochester, New York Spectateurs : 4 294 Arbitrage : Richard Sanchez |
| 19:00 UTC-5       | Rapport                 |       |                          | PAETEC Park, Rochester, New York Spectateurs : 4 294 Arbitrage : Richard Sanchez | PAETEC Park, Rochester, New York Spectateurs : 4 294 Arbitrage : Richard Sanchez |

| 16 septembre 2007 | Portland Timbers                       | 3 - 0 | Vancouver Whitecaps |                                                                         |                                                                         |
| 17:00 UTC-8       | Thompson 27e · Gregor 70e · Ambriz 82e |       |                     | PGE Park, Portland, Oregon Spectateurs : 8 522 Arbitrage : Jair Marrufo | PGE Park, Portland, Oregon Spectateurs : 8 522 Arbitrage : Jair Marrufo |
| 17:00 UTC-8       | Rapport                                |       |                     | PGE Park, Portland, Oregon Spectateurs : 8 522 Arbitrage : Jair Marrufo | PGE Park, Portland, Oregon Spectateurs : 8 522 Arbitrage : Jair Marrufo |

| 16 septembre 2007 | Seattle Sounders                 | 1 - 0 | Carolina RailHawks |                                                                               |                                                                               |
| 18:00 UTC-8       | O'Brien 90e (pen.) · Worthen 90e |       | 85e Stokes         | Qwest Field, Seattle, Washington Spectateurs : 3 640 Arbitrage : Hidejet Tica | Qwest Field, Seattle, Washington Spectateurs : 3 640 Arbitrage : Hidejet Tica |
| 18:00 UTC-8       | Rapport                          |       |                    | Qwest Field, Seattle, Washington Spectateurs : 3 640 Arbitrage : Hidejet Tica | Qwest Field, Seattle, Washington Spectateurs : 3 640 Arbitrage : Hidejet Tica |

##### Demi-finales
Aller
| 21 septembre 2007 | Puerto Rico Islanders | 1 - 2 | Seattle Sounders                   |                                                                                                 |                                                                                                 |
| 19:00 UTC-4       | Villegas 39e          |       | 24e Alcaraz-Cuellar · 69e Treschuk | Juan Ramón Loubriel Stadium, Bayamón, Porto Rico Spectateurs : 12 098 Arbitrage : Joe Carroccio | Juan Ramón Loubriel Stadium, Bayamón, Porto Rico Spectateurs : 12 098 Arbitrage : Joe Carroccio |
| 19:00 UTC-4       | Rapport               |       |                                    | Juan Ramón Loubriel Stadium, Bayamón, Porto Rico Spectateurs : 12 098 Arbitrage : Joe Carroccio | Juan Ramón Loubriel Stadium, Bayamón, Porto Rico Spectateurs : 12 098 Arbitrage : Joe Carroccio |

| 21 septembre 2007 | Atlanta Silverbacks | 1 - 1 | Portland Timbers |                                                                                                 |                                                                                                 |
| 20:00 UTC-5       | Ukah 43e            |       | 49e Jordan       | RE/MAX Greater Atlanta Stadium, Atlanta, Géorgie Spectateurs : 2 792 Arbitrage : William Delois | RE/MAX Greater Atlanta Stadium, Atlanta, Géorgie Spectateurs : 2 792 Arbitrage : William Delois |
| 20:00 UTC-5       | Rapport             |       |                  | RE/MAX Greater Atlanta Stadium, Atlanta, Géorgie Spectateurs : 2 792 Arbitrage : William Delois | RE/MAX Greater Atlanta Stadium, Atlanta, Géorgie Spectateurs : 2 792 Arbitrage : William Delois |

Retour
| 23 septembre 2007 | Seattle Sounders                           | 1 - 2 4 - 2 t. a. b. | Puerto Rico Islanders                 |                                                                                              |                                                                                              |
| 17:00 UTC-5       | Howes 101e                                 |                      | 80e Delgado · 117e Herrera            | Starfire Sports Complex, Tukwila, Washington Spectateurs : 3 107 Arbitrage : Richard Sanchez | Starfire Sports Complex, Tukwila, Washington Spectateurs : 3 107 Arbitrage : Richard Sanchez |
| 17:00 UTC-5       | Rapport                                    |                      |                                       | Starfire Sports Complex, Tukwila, Washington Spectateurs : 3 107 Arbitrage : Richard Sanchez | Starfire Sports Complex, Tukwila, Washington Spectateurs : 3 107 Arbitrage : Richard Sanchez |
| 17:00 UTC-5       | Howes · O'Brien · Alcaraz-Cuellar · Schmid | Tirs au but 4 - 2    | Atieno · Simmonds · Herrera · Lyssand | Starfire Sports Complex, Tukwila, Washington Spectateurs : 3 107 Arbitrage : Richard Sanchez | Starfire Sports Complex, Tukwila, Washington Spectateurs : 3 107 Arbitrage : Richard Sanchez |

| 23 septembre 2007 | Portland Timbers                       | 0 - 0 a. p. 1 - 3 t. a. b. | Atlanta Silverbacks            |                                                                                 |                                                                                 |
| 17:00 UTC-4       |                                        |                            |                                | Providence Park, Portland, Oregon Spectateurs : 11 789 Arbitrage : Terry Vaughn | Providence Park, Portland, Oregon Spectateurs : 11 789 Arbitrage : Terry Vaughn |
| 17:00 UTC-4       | Rapport                                |                            |                                | Providence Park, Portland, Oregon Spectateurs : 11 789 Arbitrage : Terry Vaughn | Providence Park, Portland, Oregon Spectateurs : 11 789 Arbitrage : Terry Vaughn |
| 17:00 UTC-4       | Gregor · Griffin · Kreamalmeyer · Olum | Tirs au but 1 - 3          | Ríos · Rivillo · Kandji · Ukah | Providence Park, Portland, Oregon Spectateurs : 11 789 Arbitrage : Terry Vaughn | Providence Park, Portland, Oregon Spectateurs : 11 789 Arbitrage : Terry Vaughn |

##### Finale
| 29 septembre 2007 | Seattle Sounders                                            | 4 - 0 | Atlanta Silverbacks | Starfire Sports Complex, Tukwila, Washington |                                             |
| 19:00 UTC-8       | Howes 45e · Alcaraz-Cuellar 61e · Howes 82e · Tomlinson 90e |       |                     | Spectateurs : 4 993 Arbitrage : Mark Geiger  | Spectateurs : 4 993 Arbitrage : Mark Geiger |
| 19:00 UTC-8       | Rapport                                                     |       |                     | Spectateurs : 4 993 Arbitrage : Mark Geiger  | Spectateurs : 4 993 Arbitrage : Mark Geiger |

| Vainqueur de la USL First Division 2007 Seattle Sounders |

### Récompenses et distinctions
En fin de saison, des distinctions individuelles sont remises à certains joueurs et une équipe-type de la ligue est composée.

#### Récompenses individuelles
- Most Valuable Player (MVP) : Sébastien Le Toux (Seattle Sounders)
- Meilleurs buteurs : Charles Gbeke (Impact de Montréal) et Sébastien Le Toux (Seattle Sounders)
- Meilleur défenseur : David Hayes (Atlanta Silverbacks)
- Gardien de l'année : Josh Wicks (Portland Timbers)
- Recrue de l'année : Jay Needham (Puerto Rico Islanders)
- Entraîneur de l'année : Gavin Wilkinson (Portland Timbers)

#### Équipe-type
- Gardien : Josh Wicks (POR)
- Défenseurs : Gabriel Gervais (MTL), David Hayes (ATL), Cameron Knowles (POR)
- Milieux de terrain : Stephen Armstrong (CHA), Andrew Gregor (POR), Martin Nash (VAN), Zinho (MIA)
- Attaquants : Daniel Antoniuk (ATL), Hamed Diallo (ROC), Sébastien Le Toux (SEA)

## Seconde division
Navigation
Édition précédente Édition suivante
En cette saison 2007, la USL-2 retourne dans deux régions métropolitaines majeures avec les arrivées des Cleveland City Stars et du Crystal Palace Baltimore. De même, la ligue s'étend à l'international avec l'ajout des Bermuda Hogges des Bermudes. Si cette dernière formation a des difficultés sportives habituelles pour une franchise d'expansion, Cleveland et Crystal Palace connaissent une bonne saison. Les City Stars, avec l'aide de deux buteurs prolifiques, atteignent la quatrième place et décrochent donc une place en séries éliminatoires.
En séries, les Richmond Kickers l'emportent sur les Charlotte Eagles, pourtant favoris, tandis que Cleveland s'incline devant les Harrisburg City Islanders. Lors de la finale de championnat, les deux équipes offrent une lutte serrée qui se conclut par une victoire des Islanders au terme d'une longue série de tirs au but. À la suite de la saison, deux des équipes les plus faibles, les New Hampshire Phantoms et les Cincinnati Kings décident de rejoindre la Premier Development League et le niveau amateur.
La USL-2 commence sa saison le 19 avril et se termine le 12 août avant que les Harrisburg City Islanders ne remportent le titre à la fin des séries éliminatoires par un score de 2-1 contre les Richmond Kickers le 25 août.

### Clubs participants
| Équipe                    | Ville              | Stade                              | Fondation | Entraîneur       |
| ------------------------- | ------------------ | ---------------------------------- | --------- | ---------------- |
| Bermuda Hogges            | Hamilton, Bermudes | Bermuda National Stadium           | 2006      | Kyle Lightbourne |
| Cincinnati Kings          | Cincinnati, OH     | Town and Country Sports Complex    | 2005      | Jon Pickup       |
| Charlotte Eagles          | Charlotte, NC      | Waddell Stadium                    | 1991      | Mark Steffens    |
| Cleveland City Stars      | Cleveland, OH      | Krenzler Field                     | 2006      | Martin Rennie    |
| Crystal Palace Baltimore  | Baltimore, MD      | Navy-Marine Corps Memorial Stadium | 2006      | Jim Cherneski    |
| Harrisburg City Islanders | Harrisburg, PA     | Skyline Sports Complex             | 2003      | Bill Becher      |
| New Hampshire Phantoms    | Portsmouth, NH     | Clement Lemire Stadium             | 1996      | Sean Carey       |
| Richmond Kickers          | Richmond, VA       | City Stadium                       | 1993      | Leigh Cowlishaw  |
| Western Mass Pioneers     | Ludlow, MA         | Lusitano Stadium                   | 1998      | Tom d'Agostino   |
| Wilmington Hammerheads    | Wilmington, NC     | Legion Stadium                     | 1996      | David Irving     |

### Saison régulière

#### Classement
| Rang | Équipe                    | Pts | J  | G  | N | P  | Bp | Bc | Diff |
| ---- | ------------------------- | --- | -- | -- | - | -- | -- | -- | ---- |
| 1    | Richmond Kickers          | 41  | 20 | 12 | 5 | 3  | 37 | 15 | +22  |
| 2    | Cleveland City Stars      | 39  | 20 | 10 | 8 | 1  | 31 | 14 | +17  |
| 3    | Harrisburg City Islanders | 38  | 20 | 11 | 5 | 4  | 26 | 15 | +11  |
| 4    | Charlotte Eagles          | 35  | 20 | 11 | 2 | 7  | 40 | 29 | +11  |
| 5    | Crystal Palace Baltimore  | 32  | 20 | 9  | 5 | 6  | 27 | 20 | +7   |
| 6    | Western Mass Pioneers     | 27  | 20 | 7  | 6 | 7  | 25 | 26 | -1   |
| 7    | Wilmington Hammerheads    | 19  | 20 | 4  | 9 | 7  | 22 | 30 | -8   |
| 8    | Cincinnati Kings          | 17  | 20 | 4  | 5 | 11 | 29 | 41 | -12  |
| 9    | New Hampshire Phantoms    | 13† | 20 | 3  | 5 | 12 | 16 | 34 | -18  |
| 10   | Bermuda Hogges            | 12  | 20 | 3  | 3 | 14 | 16 | 45 | -29  |

- Champion de la saison régulière et franchise qualifiée pour les séries éliminatoires
- Franchise qualifiée pour les séries éliminatoires

† Pour des raisons non rendues publiques par les USL, les New Hampshire Phantoms reçoivent une pénalité d'un point.

#### Résultats
| Résultats (▼dom., ►ext.)                                   | BMU | CHA | CIN | CLE | CPB | HAR | NH  | RIC | WMA | WIL | BMU | CHA | CIN | CLE | CPB | HAR | NH  | RIC | WMA | WIL |
| Bermuda Hogges                                             |     | 1-4 | 1-1 | 0-0 | 1-2 | 0-1 | 2-1 | 0-2 | 2-2 | 0-1 |     |     |     |     |     | 0-1 |     |     |     |     |
| Charlotte Eagles                                           | 4-1 |     | 5-3 | 1-0 | 4-1 | 0-1 | 2-0 | 1-3 | 2-0 | 2-0 |     |     |     |     |     |     |     |     |     | 1-0 |
| Cincinnati Kings                                           | 2-3 | 3-3 |     | 1-2 | 2-2 | 0-2 | 4-0 | 1-0 | 3-3 | 2-2 |     |     |     | 1-2 |     |     |     |     |     |     |
| Cleveland City Stars                                       | 2-0 | 1-0 | 1-0 |     | 1-1 | 1-0 | 3-2 | 1-1 | 4-0 | 0-0 |     |     | 2-0 |     |     |     |     |     |     |     |
| Crystal Palace Baltimore                                   | 2-1 | 1-0 | 0-1 | 0-4 |     | 0-2 | 0-0 | 0-1 | 0-1 | 3-0 | 8-1 |     |     |     |     |     |     |     |     |     |
| Harrisburg City Islanders                                  | 4-2 | 4-3 | 2-1 | 2-2 | 0-0 |     | 2-0 | 2-1 | 0-0 | 1-1 |     |     |     |     | 0-1 |     |     |     |     |     |
| New Hampshire Phantoms                                     | 0-1 | 2-3 | 1-3 | 1-1 | 0-1 | 0-0 |     | 2-1 | 1-0 | 1-2 |     |     |     |     |     |     |     |     | 1-2 |     |
| Richmond Kickers                                           | 4-0 | 1-0 | 2-0 | 1-1 | 1-1 | 1-0 | 4-0 |     | 2-0 | 2-0 |     | 4-1 |     |     |     |     |     |     |     |     |
| Western Mass Pioneers                                      | 1-0 | 1-2 | 6-1 | 1-1 | 0-1 | 2-0 | 1-1 | 2-2 |     | 0-2 |     |     |     |     |     |     | 1-0 |     |     |     |
| Wilmington Hammerheads                                     | 3-0 | 2-2 | 2-0 | 2-2 | 0-3 | 0-2 | 1-1 | 1-2 | 1-2 |     |     |     |     |     |     |     |     | 2-2 |     |     |
| - Victoire à domicile - Match nul - Victoire à l'extérieur |     |     |     |     |     |     |     |     |     |     |     |     |     |     |     |     |     |     |     |     |

### Séries éliminatoires

#### Tableau
|  | Demi-finales                        | Demi-finales                        | Demi-finales                           | Demi-finales                           |                      |                      | Finale | Finale | Finale | Finale |
|  |                                     |                                     |                                        |                                        |                      |                      |        |        |        |        |
|  |                                     |                                     |                                        |                                        |                      |                      |        |        |        |        |
|  | (1) Richmond Kickers                | (1) Richmond Kickers                | 2                                      | 2                                      |                      |                      |        |        |        |        |
|  | (1) Richmond Kickers                | (1) Richmond Kickers                | 2                                      | 2                                      |                      |                      |        |        |        |        |
|  | (4) Charlotte Eagles                | (4) Charlotte Eagles                | 1                                      | 1                                      |                      |                      |        |        |        |        |
|  | (4) Charlotte Eagles                | (4) Charlotte Eagles                | 1                                      | 1                                      | (1) Richmond Kickers | (1) Richmond Kickers | 1 (7)  | 1 (7)  |        |        |
|  |                                     |                                     |                                        |                                        | (1) Richmond Kickers | (1) Richmond Kickers | 1 (7)  | 1 (7)  |        |        |
|  |                                     |                                     | (3) Harrisburg City Islanders t. a. b. | (3) Harrisburg City Islanders t. a. b. | 1 (8)                | 1 (8)                |        |        |        |        |
|  | (2) Cleveland City Stars            | (2) Cleveland City Stars            | (3) Harrisburg City Islanders t. a. b. | (3) Harrisburg City Islanders t. a. b. | 1 (8)                | 1 (8)                | 0      | 0      |        |        |
|  | (2) Cleveland City Stars            | (2) Cleveland City Stars            |                                        |                                        |                      |                      |        | 0      |        |        |
|  | (3) Harrisburg City Islanders a. p. | (3) Harrisburg City Islanders a. p. | 1                                      | 1                                      |                      |                      |        |        |        |        |
|  | (3) Harrisburg City Islanders a. p. | (3) Harrisburg City Islanders a. p. | 1                                      | 1                                      |                      |                      |        |        |        |        |

#### Résultats

##### Demi-finales
| 18 août 2007 | Richmond Kickers        | 2 – 1 | Charlotte Eagles |                                                                               |                                                                               |
| 19:00 UTC-5  | Watson 14e · Jaman 110e |       | 87e Swinehart    | City Stadium, Richmond, Virginie Spectateurs : 3 015 Arbitrage : Daniel Stead | City Stadium, Richmond, Virginie Spectateurs : 3 015 Arbitrage : Daniel Stead |
| 19:00 UTC-5  | Rapport                 |       |                  | City Stadium, Richmond, Virginie Spectateurs : 3 015 Arbitrage : Daniel Stead | City Stadium, Richmond, Virginie Spectateurs : 3 015 Arbitrage : Daniel Stead |

| 18 août 2007 | Cleveland City Stars | 0 – 1 a. p. | Harrisburg City Islanders |                                                                                |                                                                                |
| 19:00 UTC-5  |                      |             | 110e Fisher               | Krenzler Field, Cleveland, Ohio Spectateurs : 1 478 Arbitrage : Rizal Milliken | Krenzler Field, Cleveland, Ohio Spectateurs : 1 478 Arbitrage : Rizal Milliken |
| 19:00 UTC-5  | Rapport              |             |                           | Krenzler Field, Cleveland, Ohio Spectateurs : 1 478 Arbitrage : Rizal Milliken | Krenzler Field, Cleveland, Ohio Spectateurs : 1 478 Arbitrage : Rizal Milliken |

##### Finale
| 25 août 2007 | Richmond Kickers                                                              | 1 – 1             | Harrisburg City Islanders                                                              | City Stadium, Richmond, Virginie              |                                               |
| 20:00 UTC-5  | Schramm 75e                                                                   |                   | 45e Ombiji                                                                             | Spectateurs : 3 488 Arbitrage : Mark Kadlecik | Spectateurs : 3 488 Arbitrage : Mark Kadlecik |
| 20:00 UTC-5  | Rapport                                                                       |                   |                                                                                        | Spectateurs : 3 488 Arbitrage : Mark Kadlecik | Spectateurs : 3 488 Arbitrage : Mark Kadlecik |
| 20:00 UTC-5  | Bulow · Görres · Dotsenko · Schramm · Howe · Pace · Wolfe · Pascale · Harding | Tirs au but 7 - 8 | Baker · Lookingland · Velten · Calvano · Bixler · Johnston · Clay · Schofield · Pierce | Spectateurs : 3 488 Arbitrage : Mark Kadlecik | Spectateurs : 3 488 Arbitrage : Mark Kadlecik |

| Vainqueur de la USL Second Division 2007 Harrisburg City Islanders |

### Récompenses et distinctions
En fin de saison, des distinctions individuelles sont remises à certains joueurs et une équipe-type de la ligue est composée.

#### Récompenses individuelles
- Most Valuable Player (MVP) : Mike Burke (Richmond Kickers)
- Meilleur buteur : Jacob Coggins (Charlotte Eagles)
- Défenseur de l'année : Mark Schulte (Cleveland City Stars)
- Recrue de l'année : Stephen Astwood (Bermuda Hogges)
- Gardien de l'année : Ronnie Pascale (Richmond Kickers)
- Entraîneur de l'année : Martin Rennie (Cleveland City Stars)